# Johannes Reuchlin

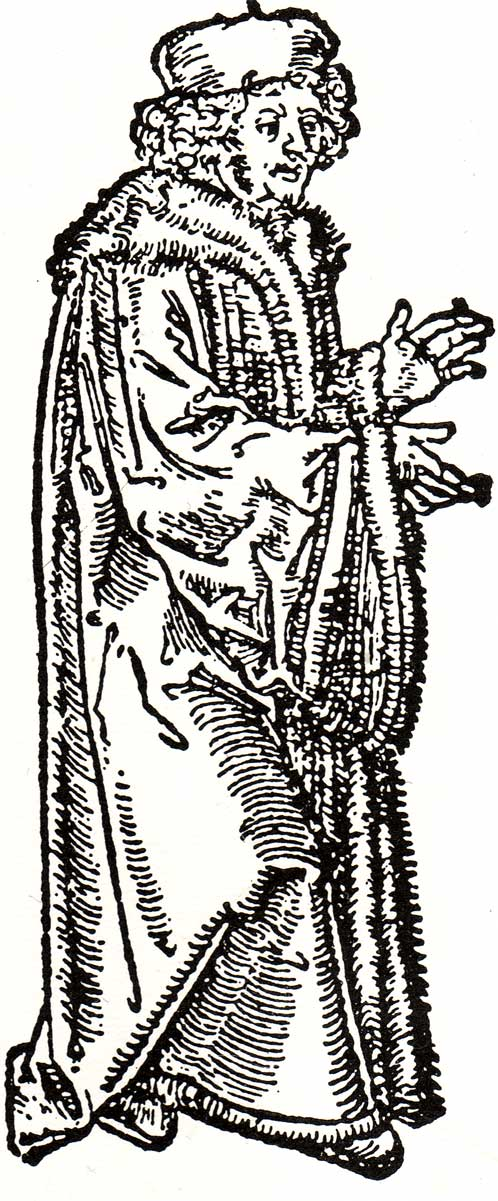
Johannes Reuchlin. Holzschnittdarstellung aus einem Einblattdruck von 1516

Johannes Reuchlin (auch Johann Reichlin, gräzisiert Kapnion und Capnion, Capnio (Räuchlein); * 29. Januar 1455 in Pforzheim; † 30. Juni 1522 in Stuttgart) war ein deutscher Humanist, Philosoph, Jurist und Diplomat zur Zeit der Renaissance. Er gilt als der erste bedeutende deutsche Hebraist christlichen Bekenntnisses und verteidigte den Wert dieser Literatur vor der Inquisition.

## Leben

### Herkunft
Reuchlin wurde am 29. Januar 1455, „zur 9. Stunde des Nachmittags“, in Pforzheim als Sohn des Georg Reuchlin und dessen Frau Elissa Erinna Eck geboren. Der Vater war vermutlich Stiftsverwalter des Dominikanerklosters Pforzheim, das Epitaph der Mutter befand sich bis zur Zerstörung in dessen Kreuzgang. Das genaue Geburtsdatum wurde von der Forschungsstelle Reuchlin der Akademie Heidelberg in einem der Bücher Reuchlins entdeckt, wo es Reuchlins Neffe Dionysius der Jüngere zusammen mit den genauen Sterbedaten dokumentiert hat. Johannes hatte eine Schwester Elisabeth Reuter. Durch ihren Mann war diese mit Melanchthons Familie mütterlicherseits verschwägert. Es gab noch einen prominenten Neffen, den Humanisten Jakob Spiegel.

### Studien
Nach dem Besuch der Elementar- und Lateinschule des Pforzheimer Dominikanerklosters schrieb sich Reuchlin 1470 im Alter von 15 Jahren an der Universität zu Freiburg ein, um dort in der Artistenfakultät Grammatik, Philosophie und Rhetorik zu studieren. Nachdem er auch wegen seiner schönen Chorstimme am badischen Hof eingeführt worden war, begleitete er 1473 Friedrich IV. von Baden, 3. Sohn des Markgrafen Karl I. von Baden, als Erzieher zum Studium nach Paris. Hier wurde Reuchlin auch Schüler des Theologen Johannes Heynlin von Stein.
1474 ließ er sich an der Universität Basel einschreiben, wo er 1477 die Würde eines Magister artium erwarb. In Basel entstand mit dem lateinischen Wörterbuch Vocabularius breviloquus Reuchlins erstes Werk.
1479 begann Reuchlin an der Universität Orléans ein Jurastudium. Im Widmungsschreiben zu De rudimentis Hebraicis berichtet Reuchlin, er habe sein Studium des römischen Rechts in Orléans durch Unterricht in den alten Sprachen finanziert. Im Wintersemester 1480/1481 wechselte er, als Baccalaureus der Rechte, an die Universität Poitiers, die hauptsächlich von Adligen und reichen Bürgersöhnen frequentiert wurde, die in den Verwaltungsdienst strebten. Am 14. Juni 1481 erhielt er dort ein Lizentiatendiplom in kaiserlichem (römischem) Recht.
Am 9. Dezember 1481 ließ er sich in die Matrikel der Universität Tübingen einschreiben und lehrte dort im Wintersemester Poetik und die Institutionen des römischen Rechts.

### Im Dienst Eberhards von Württemberg

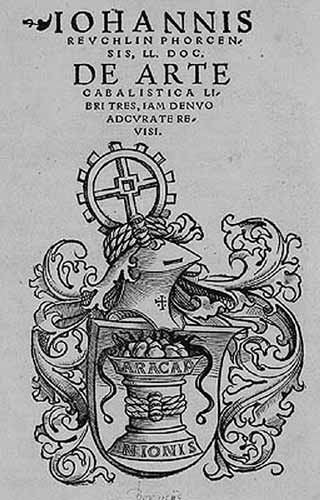
Wappen Reuchlins auf der Titelseite von De arte cabalistica, Hagenau 1530.

Von Februar bis April 1482 begleitete Reuchlin den württembergischen Grafen Eberhard im Bart als zweiter Orator auf dessen Reise nach Rom, bei der er mit Papst Sixtus IV. vor allem über die personelle und finanzielle Trennung der 1477 gegründeten Universität Tübingen vom Tübinger Sankt-Georg-Stift verhandelte. Entscheidende Impulse erhielt er auf dieser und weiteren Italienreisen 1490 und 1498 durch zahlreiche Begegnungen in Rom und Florenz, darunter mit den Humanisten Angelo Poliziano, Marsilio Ficino, Giovanni Pico della Mirandola und Aldus Manutius.
Gespräche mit Del Medigo, einem gelehrten griechischen Juden, und Debatten über jüdische Texte weckten 1490 in Italien Reuchlins Interesse an der hebräischen Sprache und an den Schriften des Talmud sowie der Kabbalah, den Texten der jüdischen Mystik. All diese Themen begleiteten ihn von nun an. Del Medigo empfahl ihn weiter an den Rabbi Obadja Ben Jacob Sforno in Rom, den Leibarzt von Papst Alexander VI.
Ab Frühjahr 1483 gehörte Reuchlin zu den besoldeten Räten des Grafen und wurde Bürger in Stuttgart. Auf Grund seiner um 1484 geschlossenen Ehe mit einer vermögenden Tochter des in Ditzingen bei Leonberg lebenden Hänslin Müller fiel ihm reicher Landbesitz zu. Dadurch verfügte er über die finanziellen Mittel, um im Wintersemester 1484/1485 die hohen Promotionsgebühren zum Doktor im kaiserlichen Recht (legum doctor) an der Universität Tübingen tragen zu können. Der Graf entsandte Reuchlin nicht nur auf diplomatische Missionen, sondern rief ihn seit 1483 auch mehrfach als Beisitzer an das württembergische Hofgericht. Auf dem Reichstag zu Frankfurt 1486 traf er den Aristoteles-Interpreten Ermolao Barbaro.
Während eines Aufenthalts in Linz erhob Kaiser Friedrich III. Reuchlin in den erblichen Adelsstand und verlieh ihm das Ehrenamt eines Hofpfalzgrafen. In Linz lernte Reuchlin auch den kaiserlichen Leibarzt und wissenschaftlich gebildeten Juden Jacob ben Jechiel Loans kennen, der ihn in der hebräischen Sprache unterrichtete. Möglicherweise hat Reuchlin in seinem Werk über die Kunst der Kabbalistik, De arte cabalistica, seinem Lehrer ein literarisches Denkmal gesetzt: Zwei Schüler des gelehrten Juden Simon, ein spanischer Moslem und ein griechischer Pythagoräer, bedauern, dass dieser wegen des Sabbats ihr erstmaliges Zusammentreffen beenden muss. Nachdem er gegangen ist, preisen sie wortreich seine Weisheit und der Moslem ruft schließlich aus:

„Gute Götter, ein Jude, von Juden geboren, ernährt, erzogen und unterwiesen, ein Volk, das überall von den Völkern als barbarisch, abergläubisch, gemein, verworfen und dem Glanz aller guten Wissenschaften abgeneigt angesehen wird! Glaube mir, wie bereitwillig, wie gern hätte ich diesem Mann die ganze lange Nacht ins Antlitz gesehen und seinen Worten gelauscht, wäre uns nicht am Abend dieser unglückselige Sabbat dazwischengekommen!“

Dies gilt als Beispiel für Reuchlins ungewöhnliches Verständnis für andere Religionen in einer von Antijudaismus geprägten Zeit.

### Flucht nach Heidelberg
Nach dem Tod Eberhards im Februar 1496 verließ Reuchlin Württemberg, weil er die Rache Konrad Holzingers, eines engen Beraters des nachfolgenden Herzogs Eberhard II., fürchten musste, den er im November 1488 durch Berthold von Henneberg, den Erzbischof von Mainz, hatte verhaften lassen. Reuchlin überließ seiner Frau († um 1500) die Bewirtschaftung seines Landsitzes bei Ditzingen. Die Ehe blieb kinderlos.

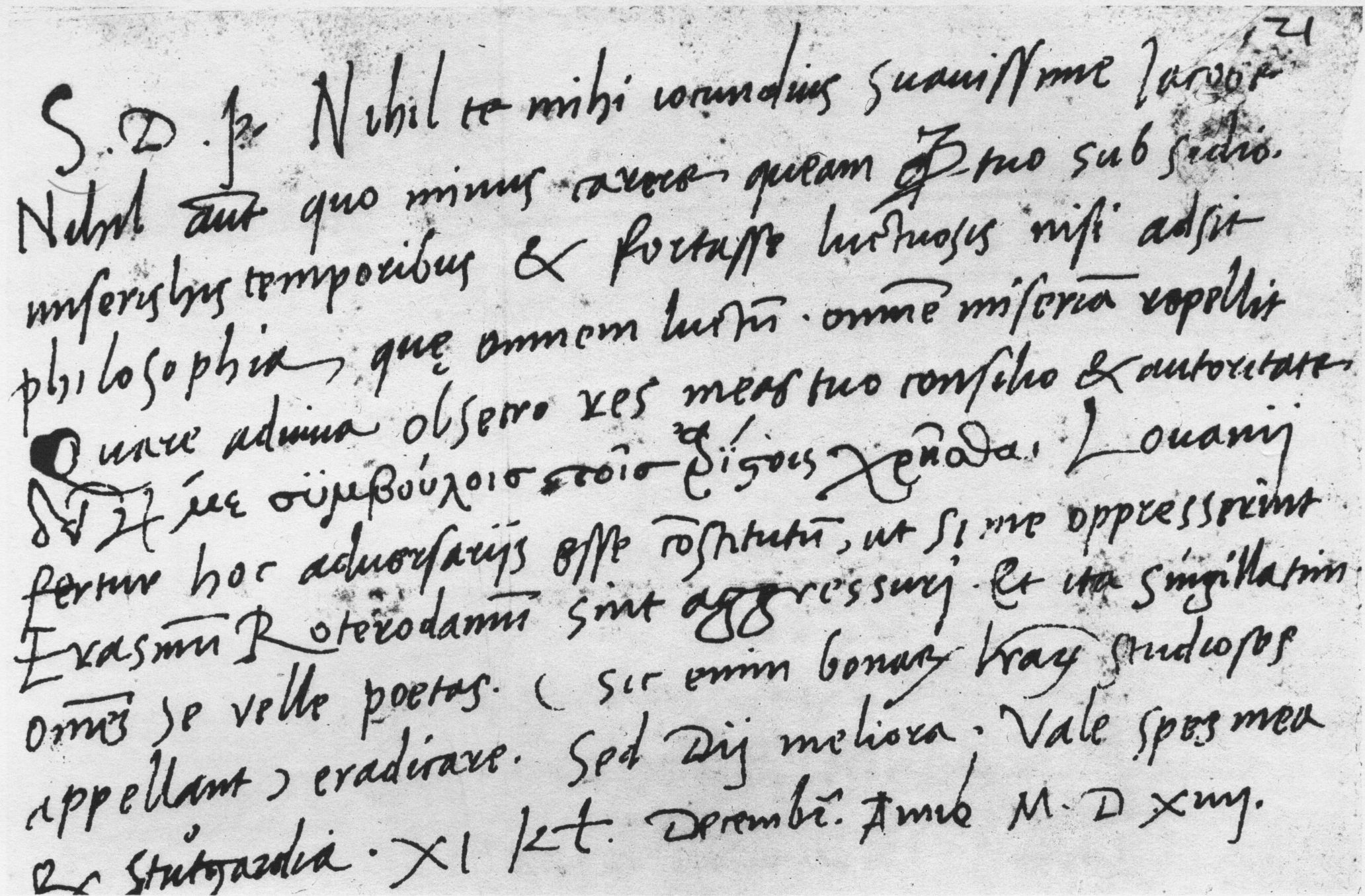
Handschriftenprobe vom 21. November 1514. Berlin, Staatsbibliothek, Ms. lat. fol. 239

In Heidelberg fand er Aufnahme beim Kanzler des Kurfürsten Philipp, dem Wormser Bischof Johann von Dalberg, und am Pfälzer Hof. Hier schloss er sich einem Gelehrtenkreis um Jakob Wimpfeling, Heinrich von Bunau, Dietrich von Plieningen, Conrad Leontorius, Adam Werner von Themar, Jakob Dracontius und Johann Vigilius an. Hier entstand die Komödie Sergius sive Capitis caput, eine satirische Verhöhnung des Reliquienkultes und ein Angriff gegen die, welche ihn ins Exil getrieben hatten. Auch seine zweite Komödie Henno entstand in dieser Zeit und wurde im Hause Dalberg 1497 uraufgeführt.
Bei einer weiteren Italienreise im Auftrag Philipps 1498 erwarb er hebräische und griechische Werke, nahm Kontakt mit dem Drucker und Verleger Aldus Manutius in Venedig auf und besuchte erneut den Humanisten Marsilio Ficino in Florenz.

### Richter des Schwäbischen Bundes
Nach der Entmachtung Herzog Eberhards II. 1498 kehrte Reuchlin mit Unterstützung seines Mentors Johannes Vergenhans nach Württemberg zurück. In Stuttgart heiratete der inzwischen verwitwete Reuchlin die aus einer wohlhabenden Familie stammende Anna Decker. Dieser Ehe entspross ein Kind, das jedoch in jungen Jahren verstarb.
Im Januar 1502 wurde Reuchlin als Vergenshans’ Nachfolger zu einem der drei Richter des Schwäbischen Bundes gewählt. Als Reuchlin später auf seine Amtszeit zurückblickte, schrieb er: „Zivilprozesse häuften sich über mir auf. Ich war ständig am Gericht und nahm auch an den Beratungen der mächtigsten deutschen Fürsten teil. Als ich dann zur höchsten Würde des schwäbischen Dreierkollegiums erwählt worden war, die ich elf Jahre ohne Unterbrechung bekleidete, hatte ich mehrere Male dem Vaterland drohende Kriege durch gerechtes Judizieren abgewandt, und nicht einmal in dieser Zeit meine auswärtigen Studien zu kurz kommen lassen.“
Ausdruck humanistischer Gesprächskultur waren die gelehrten Gastmähler mit philosophisch-politischen Diskussionen, die sich nach einem Bericht von Michael Köchlin alias Coccinius jeweils den Sitzungen des 1502 bis 1513 regelmäßig in Tübingen tagenden Bundesgerichts anschlossen. Auch unter Mitwirkung des 1510 von Reuchlin aus Pforzheim nach Tübingen vermittelten Georg Simler und des Druckers Thomas Anshelm wurde die Universität Tübingen in dieser Zeit wieder eines der Zentren des Humanismus im deutschen Südwesten.
Als Herzog Ulrich von Württemberg 1512 den Schwäbischen Bund verlassen hatte und das Bundesgericht nach Augsburg verlegt werden sollte, legten alle drei Bundesrichter wegen ihrer engen Verbindung mit dem württembergischen Hof im Januar 1513 ihre Ämter nieder.

### Privatgelehrter und Professor

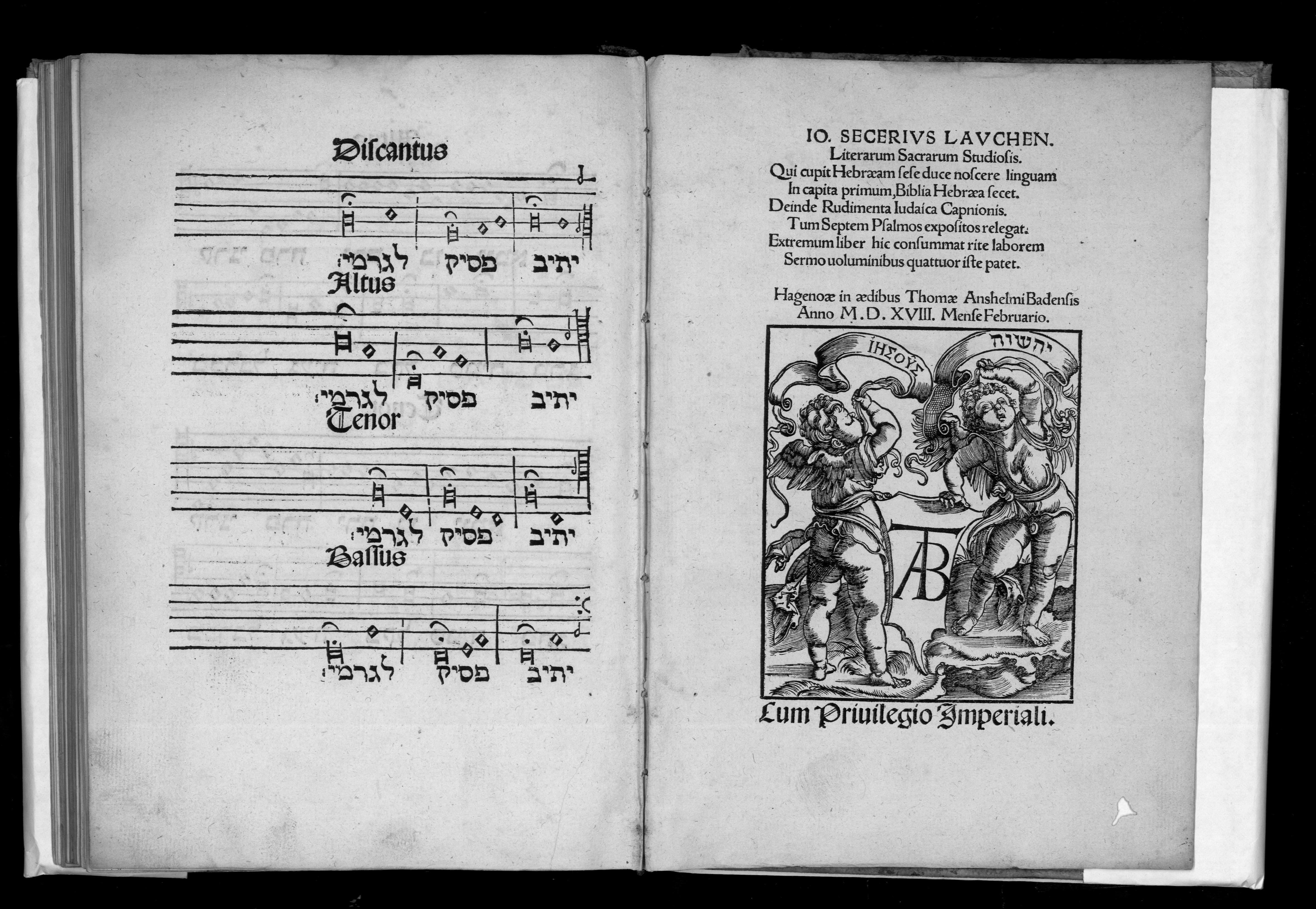
De accentibus et orthographia linguae Hebraicae. 1518: Notendarstellung einzelner Teamim (Tropen bzw. Kantillationen), rechts das Druckerwappen

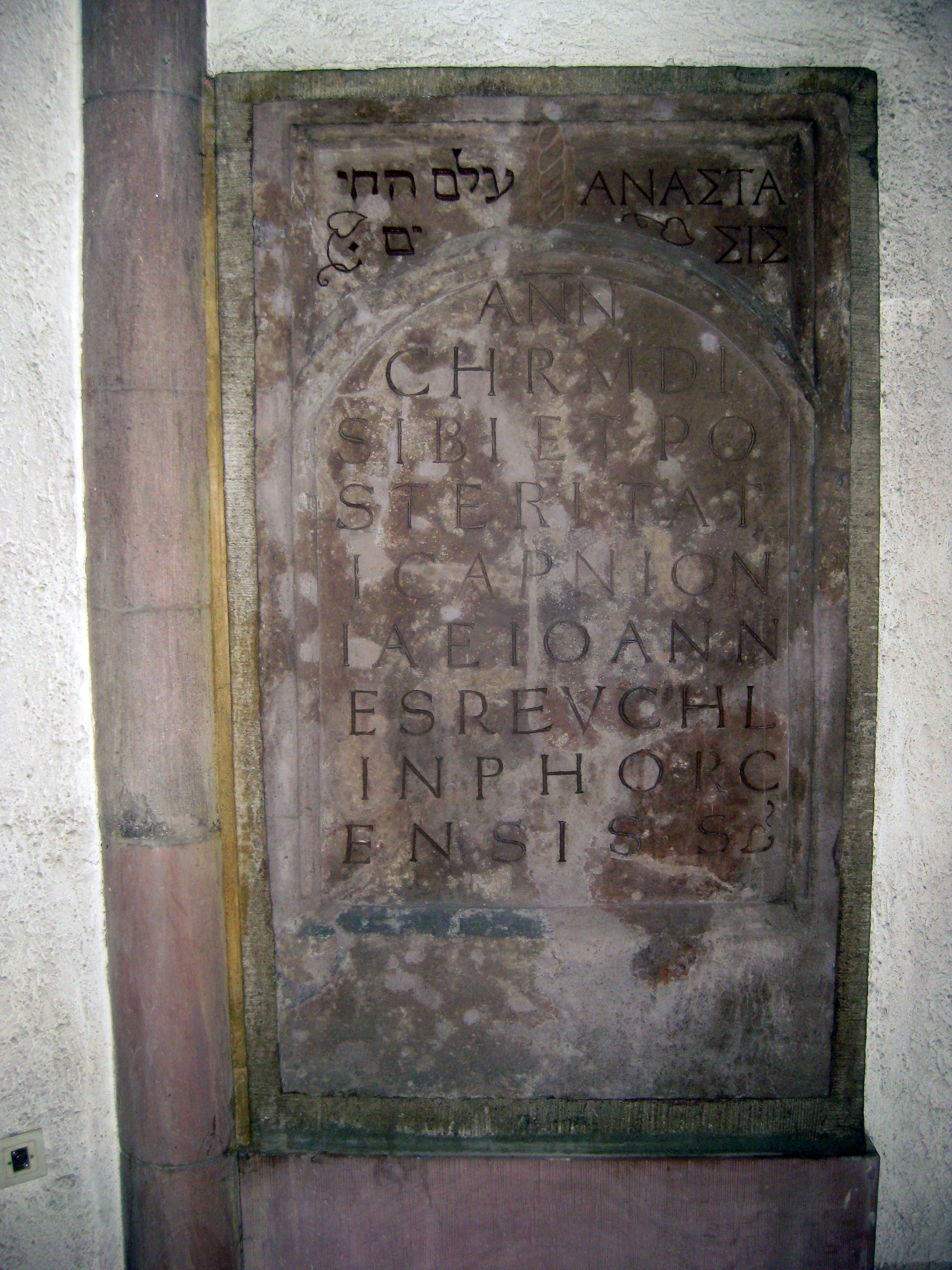
Epitaph von Johannes Reuchlin, 1501, seit 1955 in der Leonhardskirche.

Reuchlin verbrachte seine letzten Lebensjahre als Privatgelehrter und Rat, dabei überschattet vom Konflikt mit den Dominikanern (siehe Abschnitt unten). Aus den dynastischen Auseinandersetzungen in Württemberg nach der Ermordung Hans von Huttens 1515 durch Herzog Ulrich und der Flucht seiner Frau Sabina von Bayern hielt sich Reuchlin heraus, um nicht Ulrichs Unterstützung im Prozess mit den Dominikanern vor dem Apostolischen Stuhl aufs Spiel zu setzen.
Die Eroberung Württembergs 1519 durch den Schwäbischen Bund veranlasste Reuchlin nach dem Tod seiner zweiten Frau nochmals zur Flucht, weil er Räubereien fürchtete. Im November fand Reuchlin Unterkunft in Ingolstadt und erhielt im Februar 1520 auf Betreiben des bayerischen Herzogs Wilhelm IV. an der Universität Ingolstadt eine hochbezahlte Professur für Hebräisch. Johannes Gussubelius († 1529) hielt auf Reuchlins Bitte vor dessen erster Vorlesung eine ausführliche Lobrede auf ihn.
Im Frühjahr 1521 verließ Reuchlin Ingolstadt jedoch wieder, vermutlich wegen der Pest, und kehrte unter großem Beifall nach Tübingen zurück, wo er eine Professur für Hebräisch und nunmehr auch für Griechisch übernahm. Luthers Kirchenreform lehnte er ab und ließ sich noch kurz vor seinem Tod zum Priester weihen. Noch am 12. September 1519 hatte er seinem Ziehsohn Philipp Melanchthon die Erbschaft seiner Bibliothek angekündigt und ihn um eine Empfehlung an Martin Luther gebeten; auf das Schreiben von Melanchthon vom 18. März 1520, in dem dieser ihm zur Professur in Ingolstadt gratulierte, antwortete er offenbar nicht mehr. Er vermachte seine Bibliothek dem St. Michaelsstift in Pforzheim. Am Morgen des 30. Juni 1522 erlag er in Stuttgart dem Gelbfieber und wurde in der Stuttgarter Leonhardskirche neben seiner zweiten Frau bestattet.

### Epitaph
Noch zu Lebzeiten ließ Reuchlin im Jahre 1501 einen Stein fertigen, der vermutlich als Epitaph Verwendung finden sollte. Er trägt als Inschriften links oben in hebräischer Schrift die Worte Olam Ha Chajim (dt. Ewiges Leben), rechts oben in griechischer Schrift das Wort Anastasis (dt. Auferstehung). In der Mitte steht der lateinische Satz: ANN(O) CHR(ISTI) MDI SIBI ET POSTERITATI CAPNIONIAE IOANNES REUCHLIN PHORCENSIS S(ACRUM). Im Jahre Christi 1501 hat Johannes Reuchlin aus Pforzheim für sich und die Nachkommenschaft (diesen Stein) geweiht.
Da dieser Gedenkstein in einer Inschriftensammlung von 1534 eindeutig dem Stuttgarter Dominikanerkloster zugerechnet wird und ein Holzschnitt von 1855 ihn an der Ecke vom Westflügel zum Nordflügel des Kreuzgangs des Klosters zeigt, „ist zu vermuten, dass vor dieser an der Wand des Kreuzgangs angebrachten Tafel die Grabstätten des Humanisten und seiner Nachkommen vorgesehen waren“. Da es bis 1510 keinerlei Zerwürfnis zwischen Reuchlin und den Dominikanern gegeben hatte, Reuchlin den Dominikanern vielmehr 28 Jahre hindurch Dienste erwiesen hatte, „von keiner Entlohnung und Aussicht auf Gewinn gelenkt“, ist die Wahl dieser Begräbnisstätte ebenso stimmig wie Reuchlins spätere Entscheidung, nicht im Dominikanerkloster, sondern in der Leonhardskirche bestattet werden zu wollen.
1871 wurde das Epitaph in ein Rahmenwerk mit einem Bildnismedaillon eingefügt und an der nördlichen Außenwand der Hospitalkirche angebracht. Nach den Kriegszerstörungen 1944 wurde das Epitaph restauriert und kam 1955 in den Chor der Stuttgarter Leonhardskirche.

## Reuchlin als humanistischer Schriftsteller
Erasmus von Rotterdam und Johannes Reuchlin gelten als die beiden wichtigsten europäischen Humanisten. Von seinem älteren niederländischen Kommilitonen Rudolf Agricola beeinflusst, entwickelte sich Reuchlin zum deutschen Repräsentanten des Renaissance-Platonismus. Er entdeckte die mystische und theologische Grundhaltung in den Chaldäischen Orakeln und der Kabbala (De verbo mirifico 1494 und De arte cabalistica 1517) und setzte sie mit Zoroaster und Pythagoras in Beziehung, wodurch er Pythagoras als theologisch-philosophische Vermittlungsfigur zwischen jüdischer Weisheit und griechischer Wissenschaft einführte.
Seine eigene Bedeutung verglich er mit der Marsilio Ficinos, der Platon nach Italien gebracht, und Lefèvre d’Étaples, der Aristoteles in Frankreich wiederhergestellt habe. So wolle er für die Deutschen Pythagoras wieder zum Leben erwecken.
Nikolaus von Kues beeinflusste Reuchlin erheblich, er benutzt sein Vokabular und greift den Begriff des Symbolischen auf. Handschriften des Nikolaus von Kues befanden sich in seinem Besitz. In De arte cabbalistica, das Papst Leo X. gewidmet ist, benutzt er zur Verteidigung seines Pythagoreismus kusanisches Vokabular.
Reuchlins Streitschrift Augenspiegel, in der er dafür eintrat, jüdische Bücher nicht zu verbrennen, wurde von Theologen der Kölner und Erfurter Universitäten begutachtet und von ihnen zur Zensur empfohlen. Der Erfurter Theologe Hermann Serges entschied sich zwar auch für die Zensur des Werks, äußerte jedoch volle Anerkennung für Reuchlins Gelehrsamkeit und literarische Verdienste.
Als neulateinischer Dichter unternahm Reuchlin den Schritt vom Dialog zum Drama und wurde so Begründer des neueren deutschen Dramas und des Schuldramas. In Heidelberg entstanden 1496/1497 seine dramatisierte Satire Sergius und die Komödie Scaenica Progymnasmata (Henno), die später von Hans Sachs als Fastnachtsspiel bearbeitet wurde. Reuchlin greift darin thematisch die italienische Commedia dell’arte auf.
Seine Übersetzungen, Textausgaben und persönlichen Anregungen förderten die Kenntnis der altgriechischen Sprache. Durch seine Kenntnis der althebräischen Sprache erschloss er der Wissenschaft des Alten Testaments den Zugang zum Text in der Originalsprache. Sein Werk De rudimentis hebraicis etablierte sich hierbei als Standardlehrbuch.
Bei seinem Kuraufenthalt in Bad Liebenzell im Juni 1518 empfing er seinen Schüler Cellarius und schrieb an Mutianus Rufus: Ihr werdet einige Wunder unserer Epoche hören und sehen. Er spielt dabei auf den humanistischen Diskurs seiner Freunde an.

## Der Streit um die Konfiszierung der jüdischen Bücher
Nachdem im 15. Jahrhundert Juden aus den meisten Städten vertrieben worden waren, formierte sich „in den Jahren 1507–1509 eine neue Strategie mit dem Ziel einer Konfiszierung und Zerstörung aller jüdischen Bücher im Heiligen Römischen Reich, mit der einzigen Ausnahme der hebräischen Bibel.“ Man hoffte, damit alle insbesondere auf dem Land „noch überlebenden Gemeinden mit einem Schlag zu schwächen“ und jüdisches Leben zu erschweren, wenn nicht unmöglich zu machen. Diese Initiative unterstützten das Dominikanerkonvent in Köln und die Universität Köln, der deutsche Franziskanerorden und der päpstliche Inquisitor für die Provinz der Teutonia, Jakob van Hoogstraten. Johannes Pfefferkorn, ein 1504/05 zum Christentum konvertierter Jude, „bildete die Speerspitze dieser antijüdischen Kampagne“. Pfefferkorn, unterstützt durch Kunigunde von Österreich, eine Schwester des Kaisers, erreichte, dass Kaiser Maximilian am 19. August 1509 das Mandat von Padua erließ, das verfügte, jüdische Bücher in Deutschland zu beschlagnahmen. Pfefferkorn suchte noch im selben Jahr Johannes Reuchlin in Stuttgart als einen Kenner jüdischer Schriften auf, um ihn für sein Vorhaben zu gewinnen. Reuchlin wies jedoch auf rechtliche Probleme hin. Als Pfefferkorn mit der Konfiskation in Frankfurt begann, bat die jüdische Gemeinde den Mainzer Erzbischof Uriel von Gemmingen um Hilfe, der auch tatsächlich intervenierte. Im Rahmen der Auseinandersetzungen wurde Uriel vom Kaiser dazu angehalten, von Universitäten und Gelehrten Gutachten in der Frage der jüdischen Bücher einzuholen. Die Universitäten Mainz, Köln, Erfurt und Heidelberg sowie die Gelehrten Reuchlin, der Kölner Priester Victor von Carben, ebenfalls ein ehemaliger Jude, sowie der Inquisitor der Kölner Dominikaner Jakob van Hoogstraten wurden im Jahr 1510 damit beauftragt, den Einfluss der jüdischen Bücher auf den christlichen Glauben zu beurteilen. Allein Reuchlin sprach sich in seinem Gutachten für einen Schutz der jüdischen Schriften aus. Daraufhin kam es zu einem mehrjährigen Streitschriftenkrieg, in dem Reuchlin seine Ablehnung des Verbots in seiner Schrift Augenspiegel (1511) verteidigte. Darin ermahnte er die christliche Welt: „Verbrennt nicht, was ihr nicht kennt!“ Die Auseinandersetzung gipfelte in den anonym publizierten „Dunkelmännerbriefen“, fingierten Briefen, in denen Gegner Reuchlins parodiert und lächerlich gemacht wurden.
Die öffentliche Meinung in Deutschland folgte der Auffassung Reuchlins, der sich 1513 einem Häresieprozess stellen musste. Doch auch das Fünfte Laterankonzil (1512–1517) konnte im Talmud keine gegen das Christentum gerichteten Stellen finden. Als Jakob van Hoogstraten Reuchlins Schriften verbrennen ließ, appellierte dieser an Papst Leo X., der 1514 die Bischöfe von Worms und Speyer beauftragte, im sogenannten „Reuchlin-Streit“ zu entscheiden. Der Wormser Bischof kümmerte sich überhaupt nicht um die Angelegenheit, der Speyerer Bischof Georg von der Pfalz delegierte den Fall an den Domherrn Georg von Schwalbach, dieser schließlich an den Domdekan Thomas Truchseß von Wetzhausen, einen Schüler Reuchlins. Letzter kam zu dem Schluss, der Augenspiegel enthalte keine Irrlehren. Das Urteil blieb jedoch nur ein Zwischenergebnis. 1520 verurteilte Papst Leo X. schließlich den Augenspiegel Reuchlins als „skandalös“, „die frommen Ohren der Christgläubigen verletzend“, „die unfrommen Juden begünstigend“. Es sei „deswegen aus den Händen der Christgläubigen zu entfernen, sein Gebrauch ist zu verhindern. Ewiges Stillschweigen wird jenem Johannes auferlegt, und er wird zu den Kosten verurteilt.“ Allerdings werden weder Reuchlin selbst noch einzelne Sätze aus dem Augenspiegel als häretisch verurteilt. Auch scheinen die Prozesskosten nicht eingefordert worden zu sein. Es ist naheliegend, dass Leo X. nach Luthers Thesenanschlag von 1517 „keine weitere Herausforderung der inquisitorischen Instanz in Deutschland mehr dulden“ konnte.
Gerade vor dem Hintergrund dieser Bestrebungen zur Zerstörung jüdischen Schriftguts erhielt Reuchlins eigene Privatbibliothek eine umso größere Bedeutung. Nach einem Verzeichnis aus dem 16. Jahrhundert umfasste sie insgesamt 36 Titel Hebraica, rund 100 Titel Graeca in 55 Bänden und mehr als 250 Bände Latina sowie 89 Handschriften, viele davon hebräisch und damit besonders rar. Reuchlin bestimmte kurz vor seinem Lebensende, dass seine Bibliothek künftig in der Pforzheimer Stiftskirche zum Hl. Michael aufbewahrt werden sollte. Dort befand sich zu dieser Zeit auch die Hofbibliothek des Markgrafen Philipp I. von Baden (1479–1533); mit dieser wurde Reuchlins Sammlung vereinigt. Reuchlin meinte, damit eine dauerhaft gesicherte Bleibe für seine Bücher gefunden zu haben. Durch die Teilung der markgräflich badischen Linie im Jahr 1535 wurde allerdings auch der Bücherbesitz aus Pforzheim aufgeteilt: Ein Teil ging nach Baden-Baden, der andere verblieb zunächst in Pforzheim und zog dann mit der Verlegung der Residenz nach Durlach im Jahr 1565 in die dortige Karlsburg um. Aus diesem Teil der markgräflichen Sammlung sind in der Badischen Landesbibliothek heute noch 13 der ursprünglich 89 Handschriften aus Reuchlins Besitz erhalten; von den übrigen Büchern Reuchlins existieren durch umfangreiche Kriegszerstörungen in Karlsruhe heute nur noch ein einziger Druck von 1515 sowie sechs seiner zwölf Inkunabeln.

## Rezeption

### Ehrungen

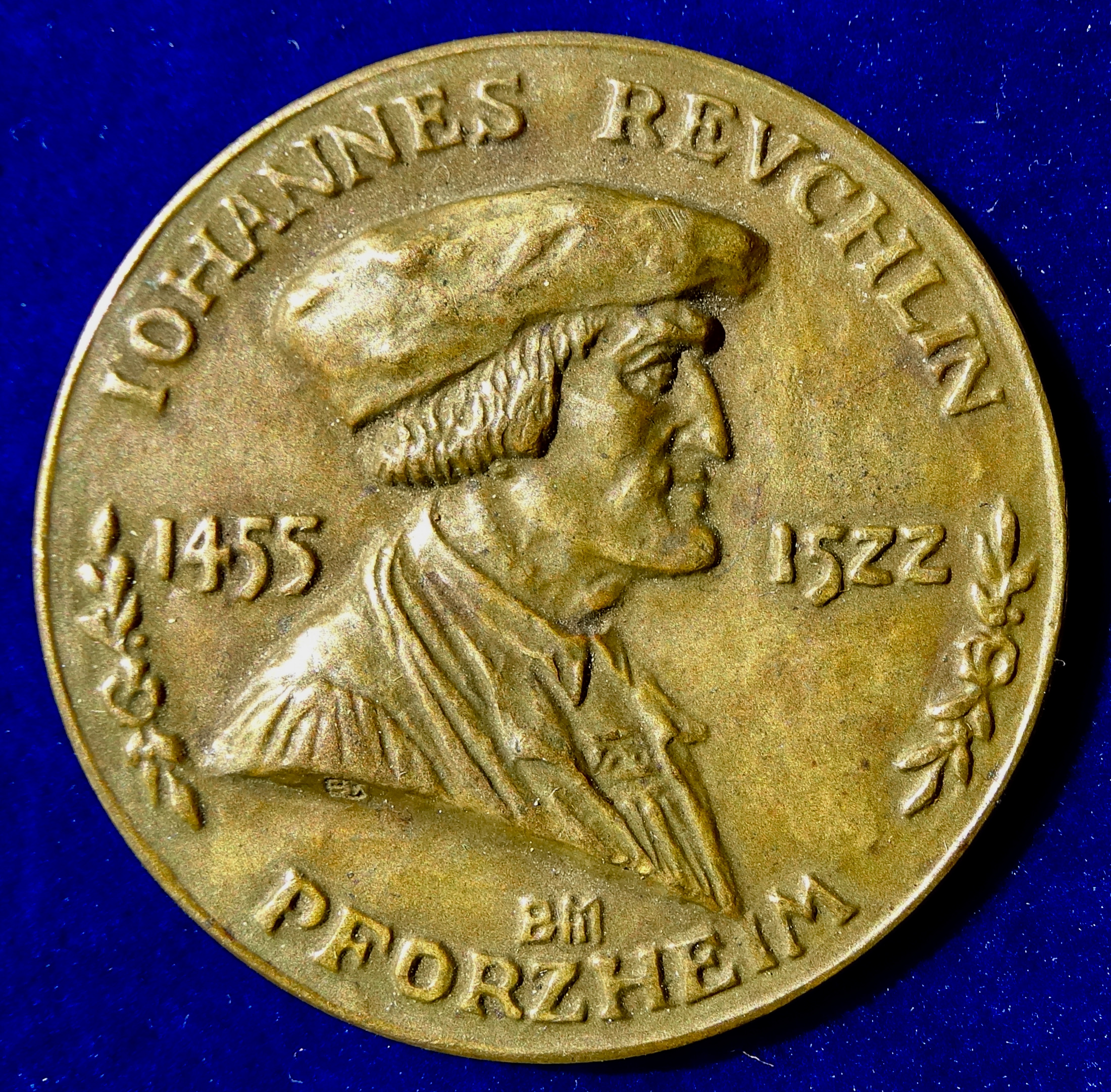
Johannes Reuchlin Medaille von Ernst Barlach zu seinem 400. Todestag 1922, Vorderseite

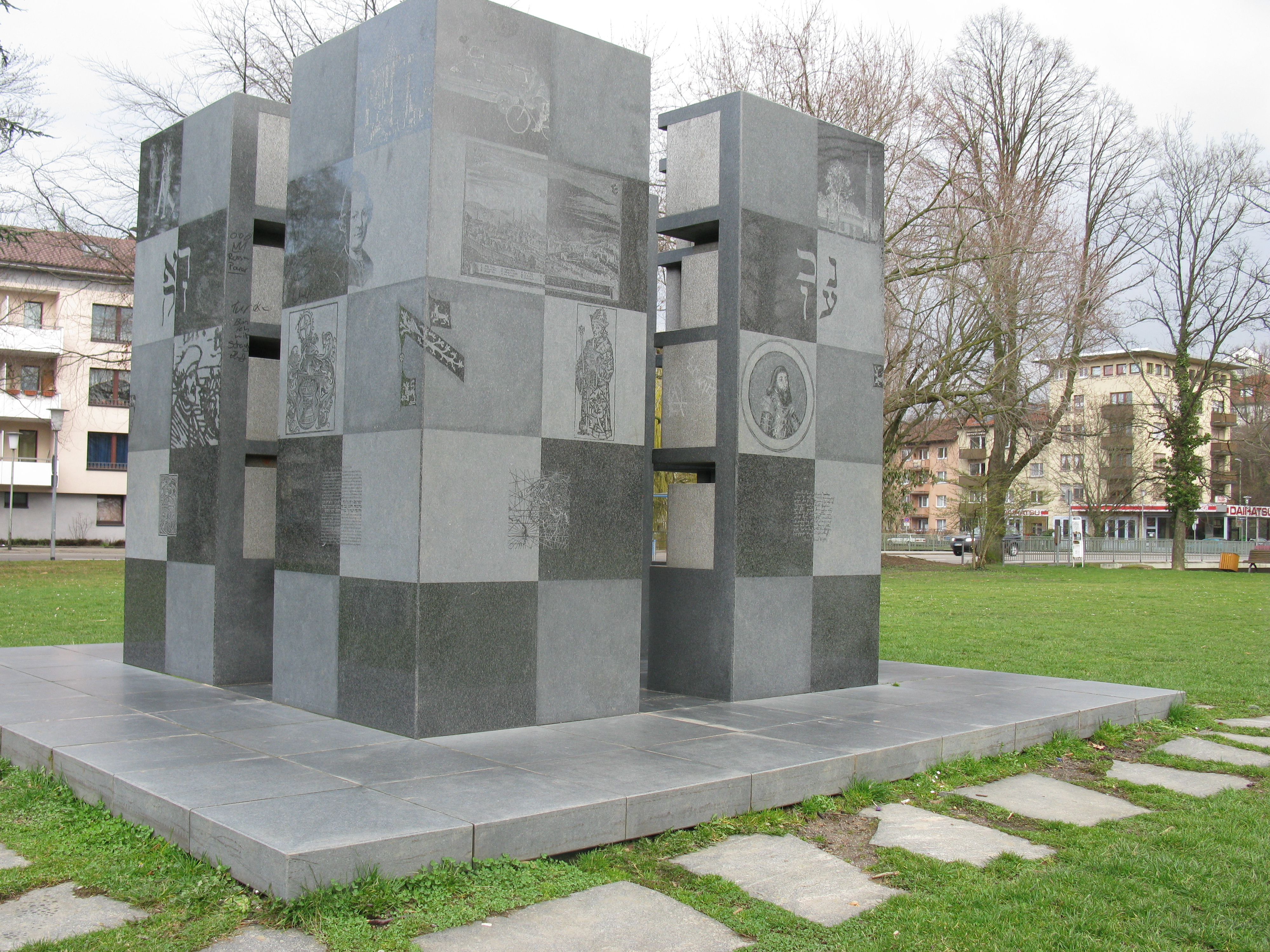
Das Reuchlindenkmal des Bildhauers Matthias Dämpfle im Stadtgarten von Pforzheim

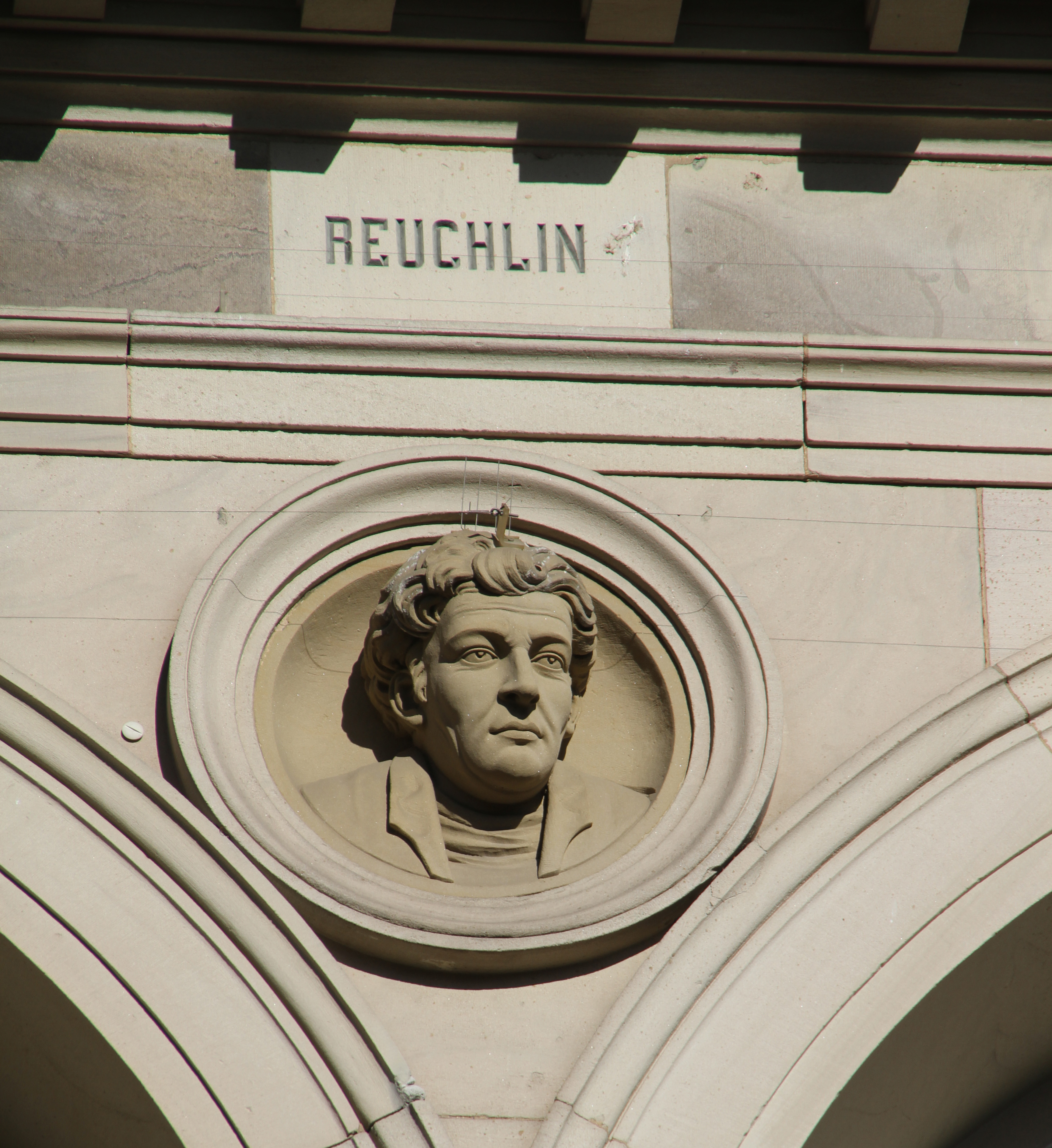
Relief am Friedrichsbad in Baden-Baden

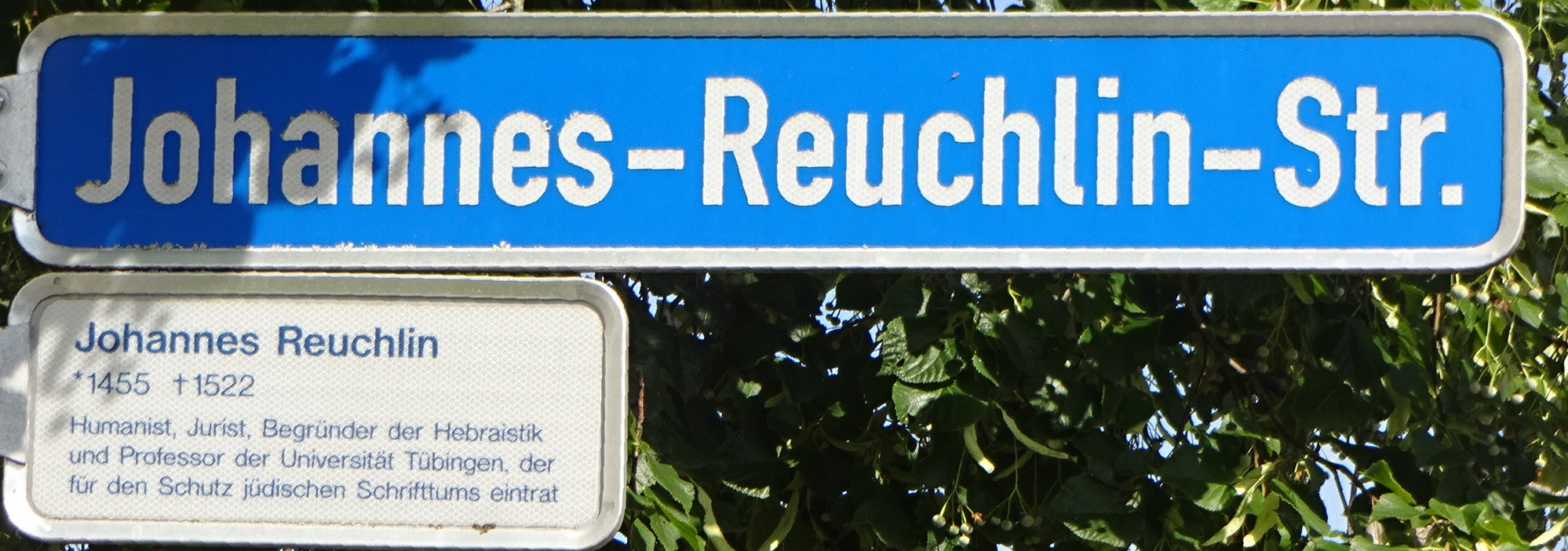
Straße in Tübingen auf der Wanne

Der Dichter Sebastian Brant richtete an Reuchlin, „den berühmten Ausleger der kaiserlichen Gesetze, den erfahrenen Lehrer der griechischen, lateinischen und hebräischen Sprache sowie aller Künste Meister“, ein 1496 verfasstes Gedicht über die Syphilis. Bereits der Reformator Philipp Melanchthon wies 1552 auf die großen Verdienste seines Großonkels hin. Johann Wolfgang von Goethe nannte Reuchlin ein Wunderzeichen. In der Walhalla in Donaustauf steht eine 1835 von Heinrich Max Imhof gefertigte Büste zu seinen Ehren.
Seit 1955 verleiht die Stadt Pforzheim alle zwei Jahre für geisteswissenschaftliche Arbeiten deutscher Sprache den Reuchlin-Preis. Auch das Reuchlinhaus, die Freimaurerloge Reuchlin und das Reuchlin-Gymnasium erinnern dort an ihn. In Ingolstadt, wo er Professor war, gibt es ebenfalls ein Reuchlin-Gymnasium.
Die chilenische Klangkünstlerin Catalina Vicens hat hebräische liturgische Gesänge, die 1518 in einem Hebräisch-Lehrbuch Reuchlins abgedruckt wurden, rekonstruiert und in einer Klanginstallation unter dem Namen The Reuchlin Project als vierstimmige Vokalkomposition weiterkomponiert. Bereits Reuchlin hatte die von Johannes Böschenstein (1472–1540) aufgezeichneten einstimmigen Sprechgesänge von Christoph S[ch]illing aus Luzern vierstimmig setzen lassen.

### Das Museum Johannes Reuchlin
2008 wurde in Pforzheim das neue Museum Johannes Reuchlin eröffnet. Der 1,2 Millionen Euro teure Wiederaufbau an die Schlosskirche Pforzheim soll nach Aussage des Hamburger Architekten Bernhard Hirche Historie und Moderne zu einer „kritischen Rekonstruktion“ vereinen. Die im Krieg zerstörte Reuchlin-Bibliothek wurde als moderner Anbau wiederhergestellt. Im Inneren sind die im Krieg übriggebliebenen gotischen Baufragmente weiterhin zu sehen. Das Museum gibt auf vier Etagen Einblick in das Leben und Wirken Reuchlins und zeichnet seinen Disput mit den „Dunkelmännern“ nach.

## Stimmen zu Reuchlin
„Reuchlin! Wer will sich mit ihm vergleichen, zu seiner Zeit ein Wunderzeichen.“

„… da hätte man gern auch die jüdische Tradition unterdrückt, und man ging damit um, alle hebräischen Bücher zu vernichten, und am Rhein begann die Bücherverfolgung, wogegen unser vortrefflicher Doktor Reuchlin so glorreich gekämpft hat. Die Kölner Theologen, die damals agierten, besonders Hoogstraeten, waren keineswegs so geistesbeschränkt, wie der tapfere Mitkämpfer Reuchlins, Ritter Ulrich von Hutten, sie in seinen »litteris obscurorum virorum« schildert. Es galt die Unterdrückung der hebräischen Sprache. Als Reuchlin siegte, konnte Luther sein Werk beginnen.“

„Als ich vor mehr als drei Jahren daran ging, für meine Zeitgenossen dieses großartige Leben neu zu beschreiben, leiteten mich zwei Motive: der Kampf, den Reuchlin auszufechten hatte, war ein Kampf um die Freiheit des Geistes, um die Freiheit der Meinungsäußerung, dem sich damals an der Schwelle der Renaissance ein Rest des Mittelalters, der Inquisition entgegenstellte.“

„Angesichts der Bücherverbrennung der Nazis und der bleibenden Wunde des Holocausts, wächst für die Nachlebenden dem von Reuchlin geführten Streit um Judenrechte eine besonders kostbare Bedeutung zu, scheint doch bei diesem Gelehrten die rare historische Alternative zur Ideologie des Antijudaismus auf.“

„Wenn ich an Seelenwanderung glaubte, würde ich wohl manchmal denken können, unter den neuen Bedingungen der Forschung eine Art Reinkarnation Johannes Reuchlins, des ersten Erforschers des Judentums, seiner Sprache und seiner Welt, und speziell der Kabbala, zu sein, des Mannes der vor fast fünfhundert Jahren die Wissenschaft vom Judentum in Europa ins Leben gerufen hat.“

## Werke
Als Autor
- Vocabularius breviloquus, Basel 1478 (digital)
- Oratio ad Alexandrum VI. pontificem maximum pro Philippo Bavariae duce, Venedig 1498 (digital)
- Henno. Comoedia festiva, Basel 1498 (digital)
- De arte predicandi, Pforzheim 1504 (digital)
- Tütsch missive, warumb die Juden so lang im ellend sind, Pforzheim 1505 (digital)
- De Rudimentis Hebraicis, Pforzheim 1506 (digital)
- Sergius vel Capitis caput, Pforzheim 1507 (digital)
- Augenspiegel, Tübingen 1511 (digital)
- In septem psalmos poenitentiales hebraicos interpretatio, Tübingen 1512 (digital)
- Defensio contra calumniatores suos Colonienses, Tübingen 1513 (digital)
- Liber de verbo mirifico, Tübingen 1514 (digital)
- De arte cabalistica libri tres, Hagenau 1517 (digital)
- De accentibus et orthographia linguae Hebraicae, Hagenau 1518 (digital)
- Epistolae trium illustrium virorum ad Hermannum Comitem Nuenarium (mit Hermann von dem Busche und Ulrich von Hutten), [Hagenau] [1518] (digital)

Als Herausgeber und Übersetzer
- Homer: Batrachomiomachia, Wien 1510 (digital)
- Hippokrates: De praeparatione hominis, Tübingen 1512 (digital)
- Josephus Hyssopaeus: Lanx argentea, Tübingen 1512 (digital)
- Constantinus Magnus Romanorum imperator, Tübingen 1513 (digital)
- Athanasius: In librum Psalmorum, Tübingen 1515 (digital)
- Athanasius: De variis quaestionibus, Hagenau 1519 (digital)
- Xenophon: Apologia Sokratus pros tus dikastas, Hagenau 1520 (digital)
- Aeschines: Peri tu stephanu, Hagenau 1522 (digital)

Aus dem Nachlass
- Lexicon Hebraicum, Basileae 1537
- Briefwechsel, Stuttgart 1875

## Editionen und Übersetzungen
- Widu-Wolfgang Ehlers, Hans-Gert Roloff, Peter Schäfer (Hrsg.): Johannes Reuchlin: Sämtliche Werke. 17 Bände. Frommann-Holzboog, Stuttgart-Bad Cannstatt 1996 ff., ISBN 978-3-7728-1770-0 (kritische Ausgabe)
- Matthias Dall'Asta, Gerald Dörner (Hrsg.): Johannes Reuchlin: Briefwechsel. 4 Bände. Hrsg. von der Heidelberger Akademie der Wissenschaften. Frommann-Holzboog, Stuttgart-Bad Cannstatt 1999–2013 (kritische Ausgabe)
- Jan-Hendryk de Boer (Hrsg. und Übersetzer): Ratschlag, ob man den Juden alle ihre Bücher nehmen, abtun und verbrennen soll. Neuübersetzung aus dem Frühneuhochdeutschen. Reclam, Stuttgart 2022, ISBN 978-3-15-014248-6. (Gutachten für Kaiser Maximilian I.)
- Harry C. Schnur (Hrsg.): Johannes Reuchlin: Henno. Komödie. Reclam, Stuttgart 1995, ISBN 3-15-007923-3 (lateinischer Text und deutsche Übersetzung)
- Martin Goodman, Sarah Goodman (Übersetzer): Johann Reuchlin: On the Art of the Kabbalah. De Arte Cabalistica. University of Nebraska Press, Lincoln 1983, ISBN 0-8032-8946-4 (lateinischer Text der Ausgabe Hagenau 1517 und englische Übersetzung)
- Lanx Argentea. Das Gedicht des Rabbi Joseph Ezobi. hrsg. und übersetzt von Norbert Flörken, Norderstedt 2020, ISBN 978-3-7528-9823-1.